# هوبير والتر
هوبرت والتر (قرابة 1160 - 13 يوليو 1205) كان مستشارًا ملكيًا مؤثرًا في أواخر القرن الثاني عشر وأوائل القرن الثالث عشر في العديد من المناصب ومنها رئيس جستيسيار إنكلترا ورئيس أساقفة كانتربري واللورد المستشار. كمستشار، بدأ والتر الاحتفاظ بسجل الميثاق، وهو سجل لجميع المواثيق الصادرة عن الوزارة. لم يُعرف والتر عن قداسته في الحياة أو التعلم، لكن المؤرخين اعتبره أحد أبرز وزراء الحكومة في تاريخ اللغة الإنجليزية.
يدين والتر بتقدمه المبكر لعمه رانولف دي جلانفيل، الذي ساعده في أن يصبح كاتبًا في الخزانة. خدم والتر الملك هنري الثاني ملك إنجلترا بعدة طرق، ليس فقط في الإدارة المالية، ولكن أيضًا بما في ذلك الجهود الدبلوماسية والقضائية. انتُخب والتر أسقفًا لسالزبري بعد فترة وجيزة من تولي ريتشارد الأول نجل هنري عرش إنجلترا.

## حياته
هوبرت والتر هو ابن هيرفي والتر  وزوجته مود دي فالوين، إحدى بنات (ووريثتين) ثيوبالد دي فالوين، الذي كان سيد بارهام في سوفولك. كان والتر واحدًا من ستة أشقاء. تم مساعدة الأخ الأكبر، ثيوبالد والتر، ووالتر نفسه في حياتهم المهنية من قبل عمهم، رانولف دي جلانفيل.  كان جلانفيل عم والتر القاضي الرئيسي لهنري الثاني. وكان متزوجا من بيرثا شقيقة مود دي فالوين. امتلك والد والتر وجده لأبيه أراضي في سوفولك ونورفولك، التي ورثها ثيوبالد. أصبح الأخ الأصغر، أوسبيرت، قاضيًا ملكيًا وتوفي عام 1206. روجر، حمو (أو هامون) وبارثولوميو يظهرون فقط كشهود على المواثيق.
كانت عائلة والتر من غرب درهام في نورفولك، حيث ولد والتر على الأرجح. ظهر والتر لأول مرة في منزل جلانفيل في ميثاق يرجع تاريخه إلى عام 1178، على الرغم من أنه غير مؤرخ، فمن الممكن أن يكون قد كتب في أواخر عام 1180. خدم أخوه ثيوبالد أيضًا في منزل عمهم. أكد مؤرخون سابقون أن والتر درس القانون في بولونيا، بناءً على اسمه الظاهر في قائمة أولئك الذين سيتم إحياء ذكراهم في دير في بولونيا يقيم فيه طلاب اللغة الإنجليزية. لقد استبعد المؤرخون المعاصرون ذلك، لأن القائمة تشمل أيضًا المحسنين، وليس الطلاب فقط؛ تشير أدلة أخرى إلى حقيقة أن والتر كان لديه فهم ضعيف للغة اللاتينية، ولم يعتبر نفسه رجلًا متعلمًا. ومع ذلك، هذا لا يعني أنه كان أميًا، أو أنه لم يكن «متعلمًا بالكتب» أو متعلمًا في إحدى الجامعات. معاصره، كاتب القرون الوسطى، جيرالد من ويلز، قال عن والتر إن الخزانة كانت مدرسته.

## الواجبات المبكرة

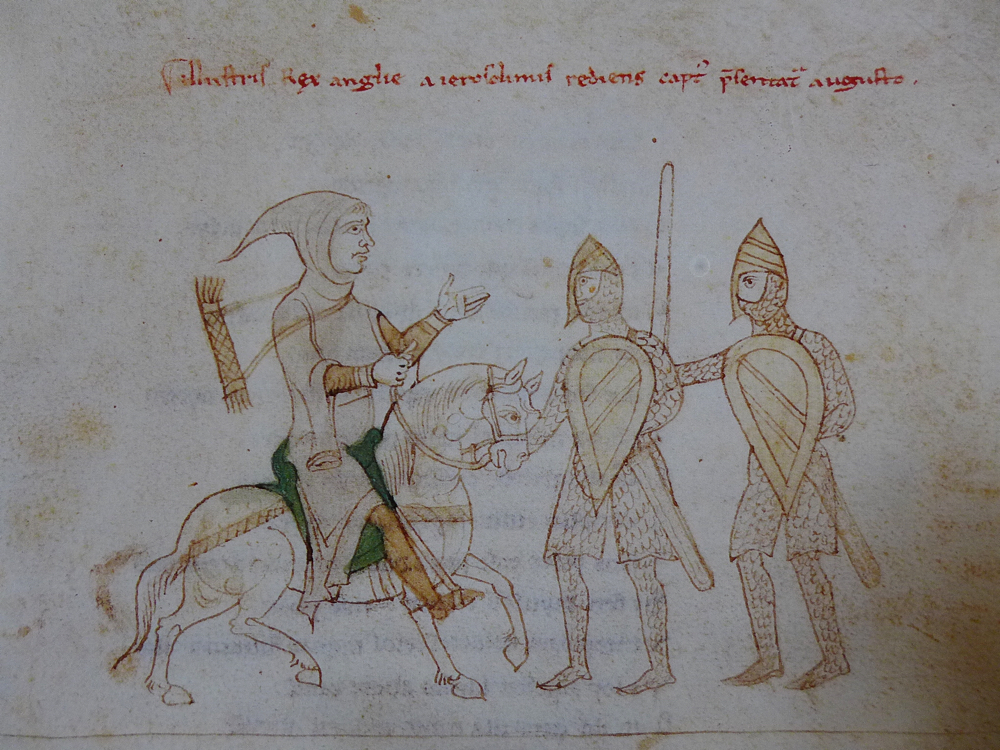
القبض على الملك ريتشارد الأول من تاريخ بيتروس دي إيبولو 1197

بحلول 1184-1185 شغل والتر منصب بارون في الخزانة. وظفه الملك في عدة مهام، بما في ذلك المفاوض والعدل والسكرتير الملكي. تم تعيينه عميد يورك بأمر من الملك هنري الثاني حوالي يوليو 1186. كان رئيس الأساقفة شاغرًا منذ عام 1181 وسيظل كذلك حتى عام 1189، لذلك كان عمل والتر كعميد لإدارة مطرانية يورك. كان والتر أيضًا مرشحًا غير ناجح ليصبح رئيس أساقفة يورك في سبتمبر 1186. قال مؤرخ العصور الوسجيرفاس كانتربريry أنه خلال عهد هنري الثاني، «حكم والتر إنجلترا لأن جلانفيل طلب مشورته». تظهر الوثائق أيضًا أن والتر كان نشطًا في إدارة أبرشية يورك.